# Nyota Thun

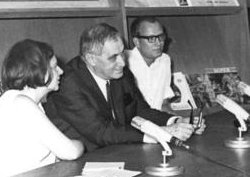
Nyota Thun (links) mit Walentin Katajew (Mitte) im Klub der Kulturschaffenden „Johannes R. Becher“ (1968)

Nyota Thun (* 7. Juni 1925 in Nordhausen als Nyota Kirchner; † 15. Juli 2021) war eine deutsche Literaturwissenschaftlerin und Slawistin.

## Leben
Thun wuchs in Nordhausen als Tochter eines kaufmännischen Angestellten und einer Krankenschwester auf. Nach dem Abitur und dem Reichsarbeitsdienst studierte sie 1944 in Leipzig Romanistik und Slawistik. Von 1945 bis 1947 unterrichtete sie russische Kurzschrift und Grammatik. Während des Studiums arbeitete sie als Übersetzerin beim staatlichen Rundfunk der DDR in Leipzig und Ost-Berlin. Sie wurde Mitglied der Blockpartei NDPD.

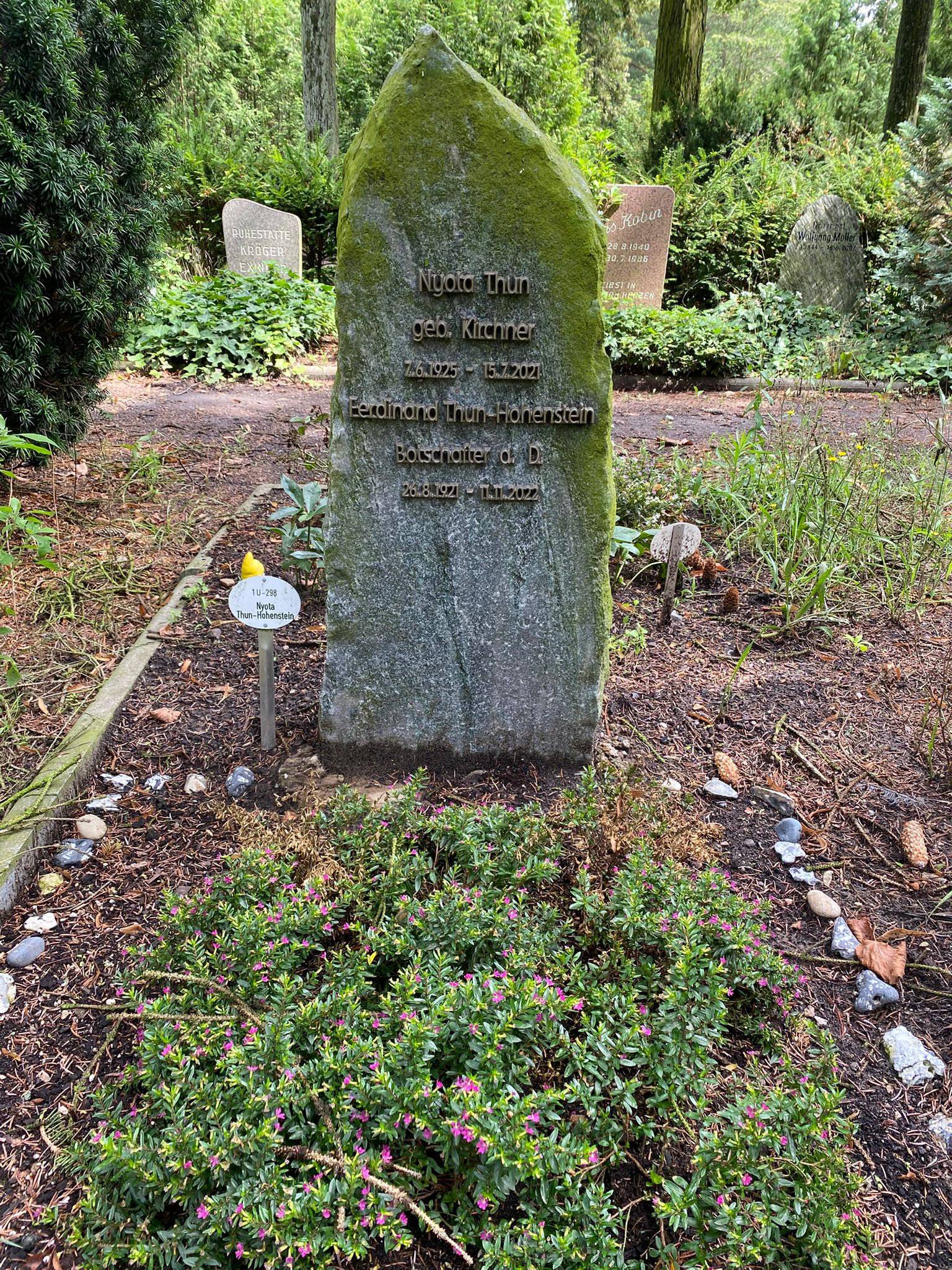
Grabstätte auf dem Friedhof Pankow III

1955 promovierte Nyota Thun an der Humboldt-Universität in Ost-Berlin, an der sie bereits seit 1950 russische Literatur lehrte. Anschließend war sie als wissenschaftliche Mitarbeiterin der Universität und als Verlagslektorin tätig. 1969 bis 1985 arbeitete sie am Zentralinstitut für Literaturgeschichte der Akademie der Wissenschaften der DDR, wo sie 1973 habilitierte und 1977 als Professorin berufen wurde.
Ihr Ehemann Ferdinand Thun war Diplomat in der Sowjetunion, in Iran und Afghanistan. Ihre Tochter ist die Literaturwissenschaftlerin Franziska Thun-Hohenstein. Das Ehepaar ruht gemeinsam auf dem Friedhof Pankow III.